# ملوية صفراء
ملوية صفراء (بالإنجليزية: Helicobacter bilis)‏ هي نوع من البكتيريا، سلبية الغرام، تتبع الملوية.